# Lucien Lauk
Lucien Lauk (París, 27 de junio de 1911-Montfermeil 8 de junio de 2001) fue un ciclista francés. Profesional de 1934 a 1953, fue tres veces tercero en el campeonato de Francia de ciclismo sobre carretera en los años 1940. Comnsiguió el París-Arras en 1934, el Gran Premio de Cannes en 1938, el Circuito de Indre en 1936 y 1950 y el Tour de Corrèze en 1948.

## Palmarés
1934
- París-Arras
- París-El Havre

1935
- 1.ª etapa del Tour du Midi

1936
- Circuito de Ruffec
- Circuito de Indre
- París-Perros-Guirec y victoria de etapa

1938
- Gran Premio de Cannes

1945
- Gran Premio de la Soierie

1946
- Circuito de Aix Thermal

1947
- Caen-Lisieux
- Tour de Calvados y victoria de dos etapas

1948
- Tour de Corrèze

1950
- Circuito de Indre

1951
- Victoria de etapa del Gran Premio de Constantina
- Gran Premio Catox

## Resultados en las Grandes Vueltas

### Tour de Francia
- 1948 : abandono (8ª etapa)
- 1950 : abandono (6ª etapa)

### Tour de Italia
- 1935 : abandono

### Vuelta a España
- 1942 : abandono